# Matajur
 (février 2017).
Si vous disposez d'ouvrages ou d'articles de référence ou si vous connaissez des sites web de qualité traitant du thème abordé ici, merci de compléter l'article en donnant les références utiles à sa vérifiabilité et en les liant à la section « Notes et références ».
Le mont Matajur, appelé aussi Monte Re ou Baba en dialecte slovène local, se trouve dans la région orientale du Frioul-Vénétie Julienne en Italie, à la frontière de la Slovénie. Il s'élève à 1 641 ou 1 642 mètres d'altitude. On y trouve un observatoire, une chapelle, un refuge et des bergeries. Il abrite quelques plantes alpines rares, parmi lesquelles l'edelweiss, la gentiane, le chardon, l'aconit, le narcisse et le crocus.
La vue porte sur la plaine du Frioul, les Alpes et Préalpes juliennes, sur la Slovénie et, au loin, sur la mer Adriatique.

## Histoire
L'une des premières mentions du Matajur est faite par l'érudit d'origine lombarde Paul Diacre (VIIIe siècle) qui rapporte que le Matajur fut escaladé par le roi lombard Alboïn pour admirer les fertiles plaines du Frioul qu'il voulait envahir.
Avant la Première Guerre mondiale, l'armée italienne construisit une route militaire sur le flanc nord-est, reliant Livek (Luico en italien) au Matajur en passant par le hameau d'Avsa.
Au sommet de la montagne se trouvait pendant la Première Guerre mondiale une position fortifiée stratégique de l'armée italienne. Cette position fut conquise lors de la douzième bataille de l'Isonzo (bataille de Caporetto), le 26 octobre 1917, par des unités d'infanterie allemandes commandées par Erwin Rommel, qui lancèrent un assaut surprise nocturne contre une force italienne supérieure en nombre. Du côté italien du sommet, une petite chapelle rend hommage aux soldats tombés au combat.

## Installations humaines

### La chapelle
Au sommet du Matajur, se trouve une chapelle.

### L'observatoire

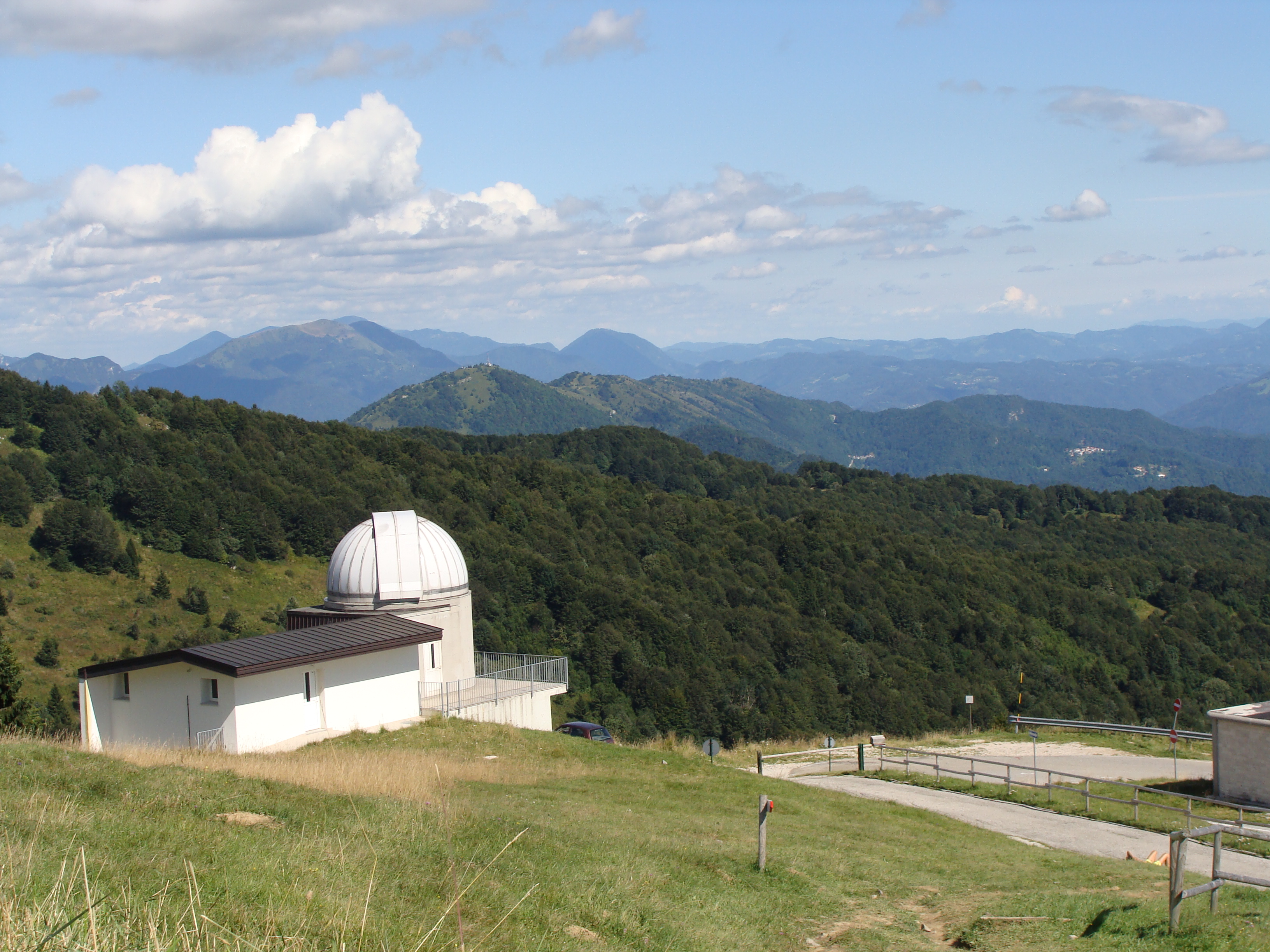
Vue de l'observatoire du Matajur, en région Frioul-Vénétie Julienne.

Sur les flancs du Matajur est construit un observatoire.